# Batalha dos Sexos
Batalha dos Sexos (em inglês: "The Battle of the Sexes") é uma partida amistosa de tênis entre atletas de sexos opostos. A mais famosa destas partidas aconteceu no Astrodome de Houston, nos Estados Unidos, no dia 20 de setembro de 1973 entre a tenista Billie Jean King e o tenista Bobby Riggs. King venceu por 6/4, 6/3 e 6/3.
Estima-se que 90 milhões de pessoas viram este duelo ao vivo, via TV, em todo o mundo (50 milhões apenas nos EUA).

## Billie Jean KingxBobby Riggs
Defensora dos direitos femininos, Billie Jean King ficou chateada quando viu Margaret Court, então com 30 anos, perder para o ex-campeão de Wimbledon e do US Open, Bobby Riggs, então com 55 anos, num duelo amistoso. King pediu revanche e proclamou a "Batalha dos Sexos". No dia 20 de setembro de 1973, o ginásio Reliant Astrodome, em Houston, recebeu 30.472 pessoas e o jogo foi transmitido ao vivo para outras 48 milhões nos Estados Unidos. Billie Jean venceu por 3x0 (6/4, 6/3 e 6/3) e se tornou o símbolo da luta contra o machismo no esporte.

### A Partida
| 20 de setembro de 1973 | Billie Jean King | 3 - 0             | Bobby Riggs | Reliant Astrodome, em Houston Público: 30.472 pessoas |
| 20 de setembro de 1973 | 6                | Set 1 Set 2 Set 3 | 4 3         | Reliant Astrodome, em Houston Público: 30.472 pessoas |

### Filme
Em 2017, foi produzido um filme chamado "Battle of the Sexes (em português: Guerra dos Sexos) que conta a história da partida entre Billie Jean King e Bobby Riggs

### Recordes
- 2o Maior público para uma partida de ténis em todos os tempos - 30.472 pessoas[6] (Recorde superado apenas em 2010, na partida amistosa entre a belga Kim Clijsters e a americana Serena Williams)[7]
- Maior público do tênis numa partida realizada nos EUA.[8]

## Outras "Batalhas do Sexos"
- A primeira partida entre tenistas de sexo oposto aconteceu no dia 13 de Maio de 1973, entre o ex-tenista Bobby Riggs e a tenista Margaret Court, numa melhor de 3 sets. Em apenas 57 minutos, Bobby venceu Margaret por 6-2, 6-1.[9]
- Em Setembro de 2002, Martina Navratilova enfretou o ex-tenista Jimmy Connors, no Caesars Palace, em Paradise, Nevada. Connors venceu por 7-5 e 6-2, mesmo com regras que favoreceram a tenista (como poder usar a área maior da quadra destinada a duplas, e a ele não poder cometer faltas nos saques).[10] Esta partida ganhou a alcunha de "Battle of Champions" (em português: Batalha de Campeões).[11]
- Em 1998, o tenista Karsten Braasch, então 203º colocado no ranking masculino e com 32 anos de idade, enfrentou a tenista Venus Williams e venceu por 6–2. No segundo set ele enfrentou Serena Williams e venceu por 6–1. A partida aconteceu após o tenista se sentir desafiado depois de uma declaração das irmãs Williams, que tinham 17 e 16 anos, à época, dizendo que elas poderiam vencer qualquer tenista masculino ranqueado acima da 200ª colocação. Depois da partida, Braasch afirmou que foi para a partida após beber 2 latinhas de cerveja e jogar uma partida de golfe pela manhã. Ele afirmou, assim, que as tenistas não seriam capazes de vencer um tenista masculino ranqueado abaixo da 500ª colocação, pois, segundo suas palavras,  após beber e jogar a partida de golfe, ele estaria jogando em condições iguais a um tenista ranqueado acima da 600ª colocação.[12]
- Em Dezembro de 2004, o ex-tenista Yannick Noah venceu a então N.01 do mundo Justine Henin-Hardenne por 2 sets a 1. Parciais de 4-6, 6-4, 7-6(1).[13]
- Em 2009, o austríaco Tomas Muster, ex-número 1 e tenista e aposentado do circuito desde 1999, derrotou sua compatriota Sybille Bammer, tenista em atividade no circuito, então número 55 do mundo e a tenista austríaca mais bem ranqueada naquele momento.[14]
- Em 2010, a tenista russa Anna Kournikova e a suíça Martina Hingis, que juntas lideraram o ranking mundial de duplas, jogaram uma partida contra os tenistas Pat Cash e Mats Wilander,[15] e foram derrotadas por 7-5 em um único set.